# Radiatus
In meteorologia, la dizione di radiatus (abbreviazione ra), è una delle varietà possibili per le tipologie di nubi che si presentano in banchi o strati che per effetto prospettico sembrano convergere verso un singolo punto dell'orizzonte o, nel caso in cui le bande attraversino interamente il cielo, verso due punti opposti dell'orizzonte chiamati punti di radiazione.
Il nome deriva dall'analoga parola in latino, il cui significato è "raggiato", "provvisto di raggi".
È riscontrabile nelle nubi del genere cirrus, altocumulus, altostratus, stratocumulus e cumulus.

## Caratteristiche
Nel caso dei cirri queste bande sono spesso composte in parte anche di cirrocumulus o cirrostratus. Lo stratocumulus radiatus appartiene al genere stratiformis e non va confuso con le bande convettive orizzontali che sono dei cumulus radiatus, in genere appartenenti alla tipologia Cumulus mediocris.

## Galleria d'immagini

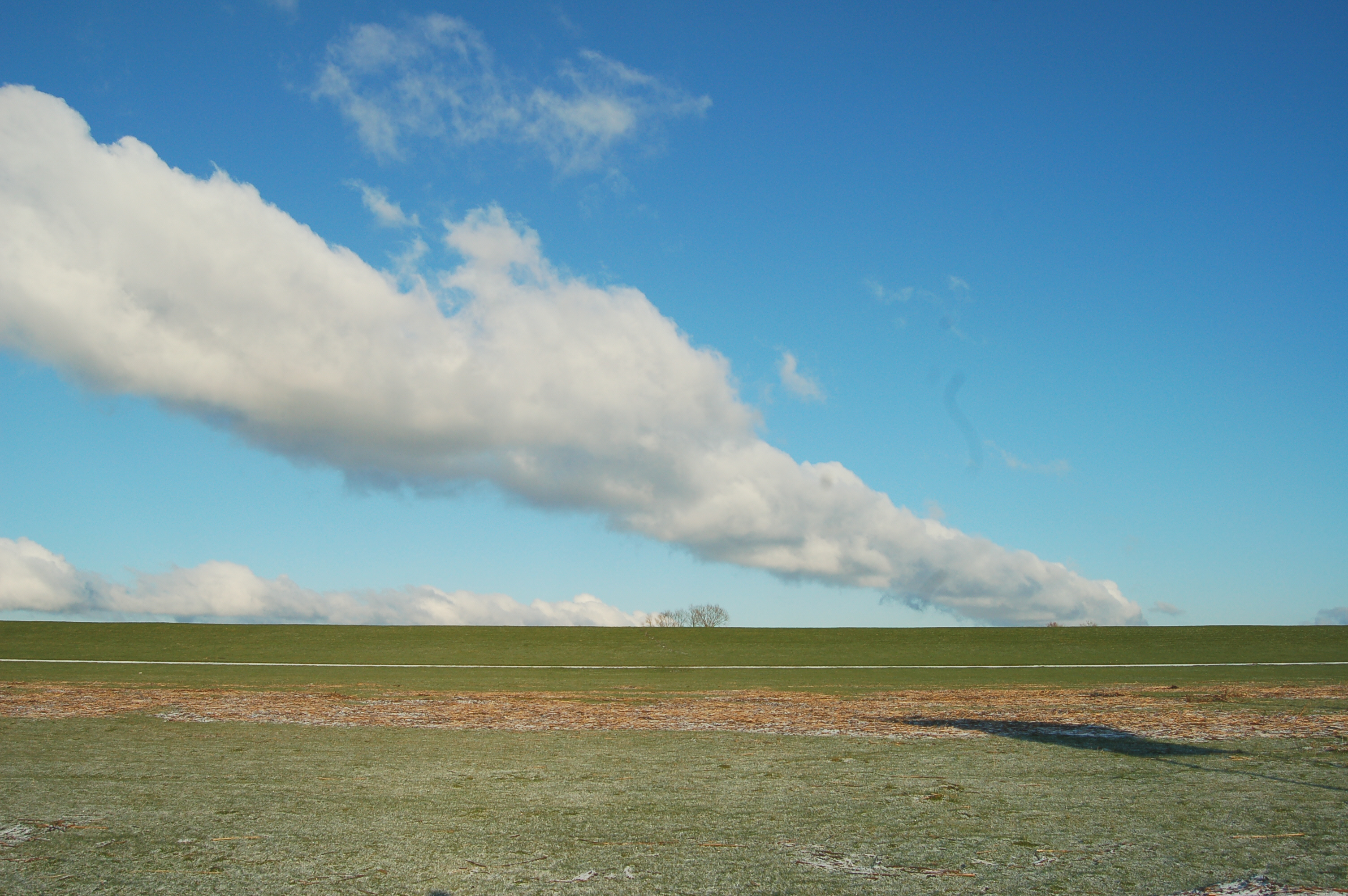
Stratocumulus radiatus
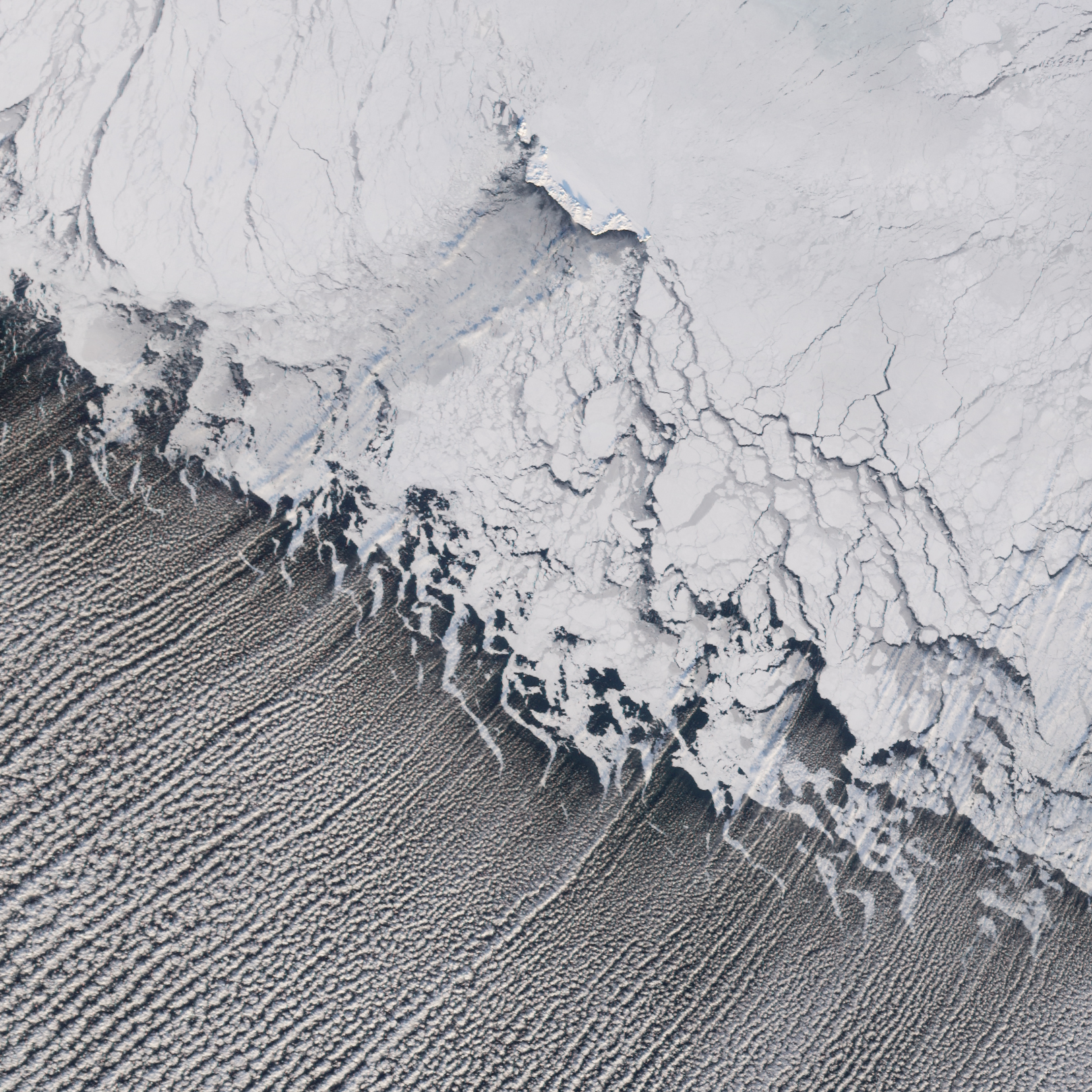
Bande convettive orizzontali di cumulus radiatus viste dallo spazio
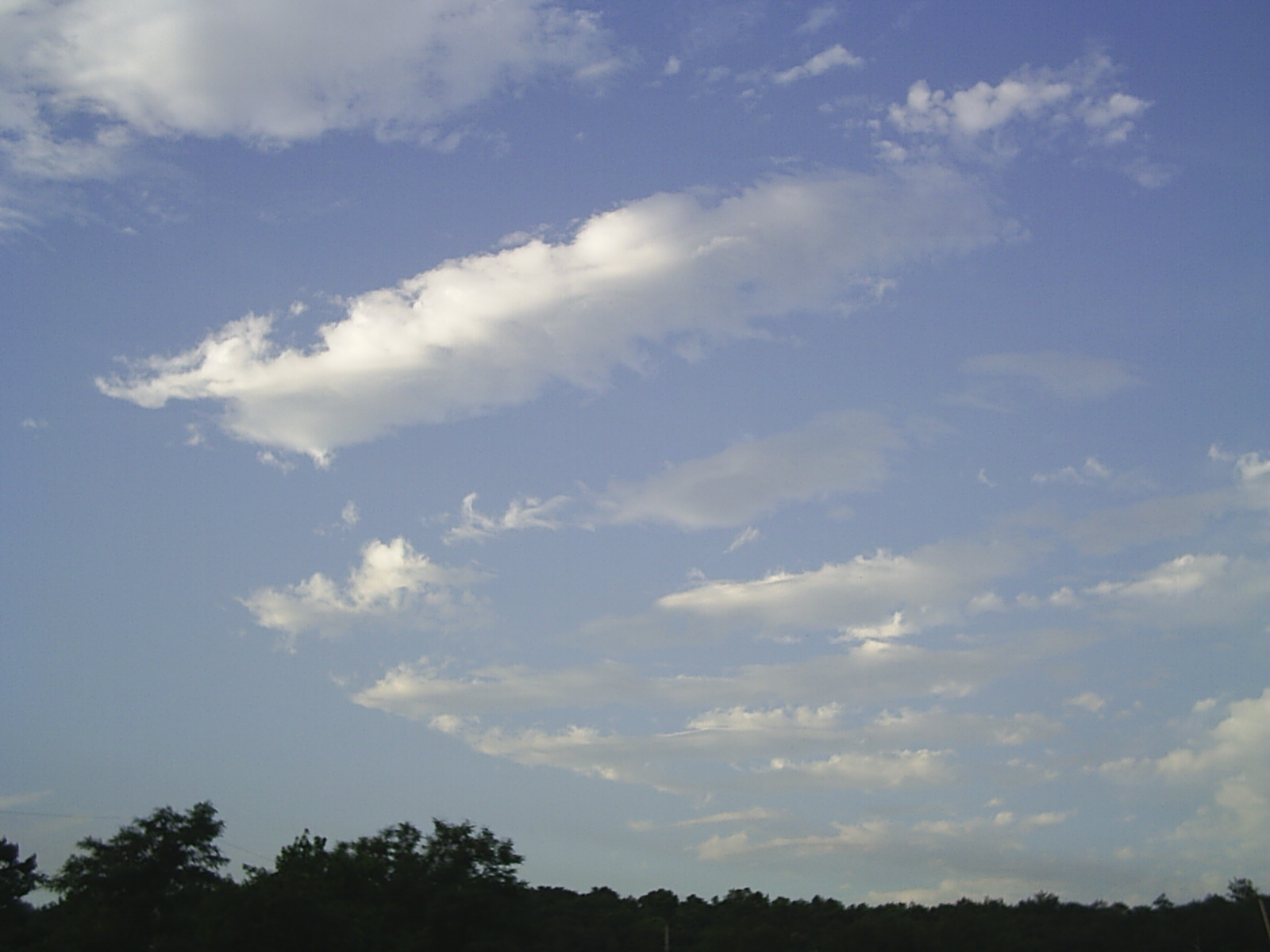
Altocumulus radiatus
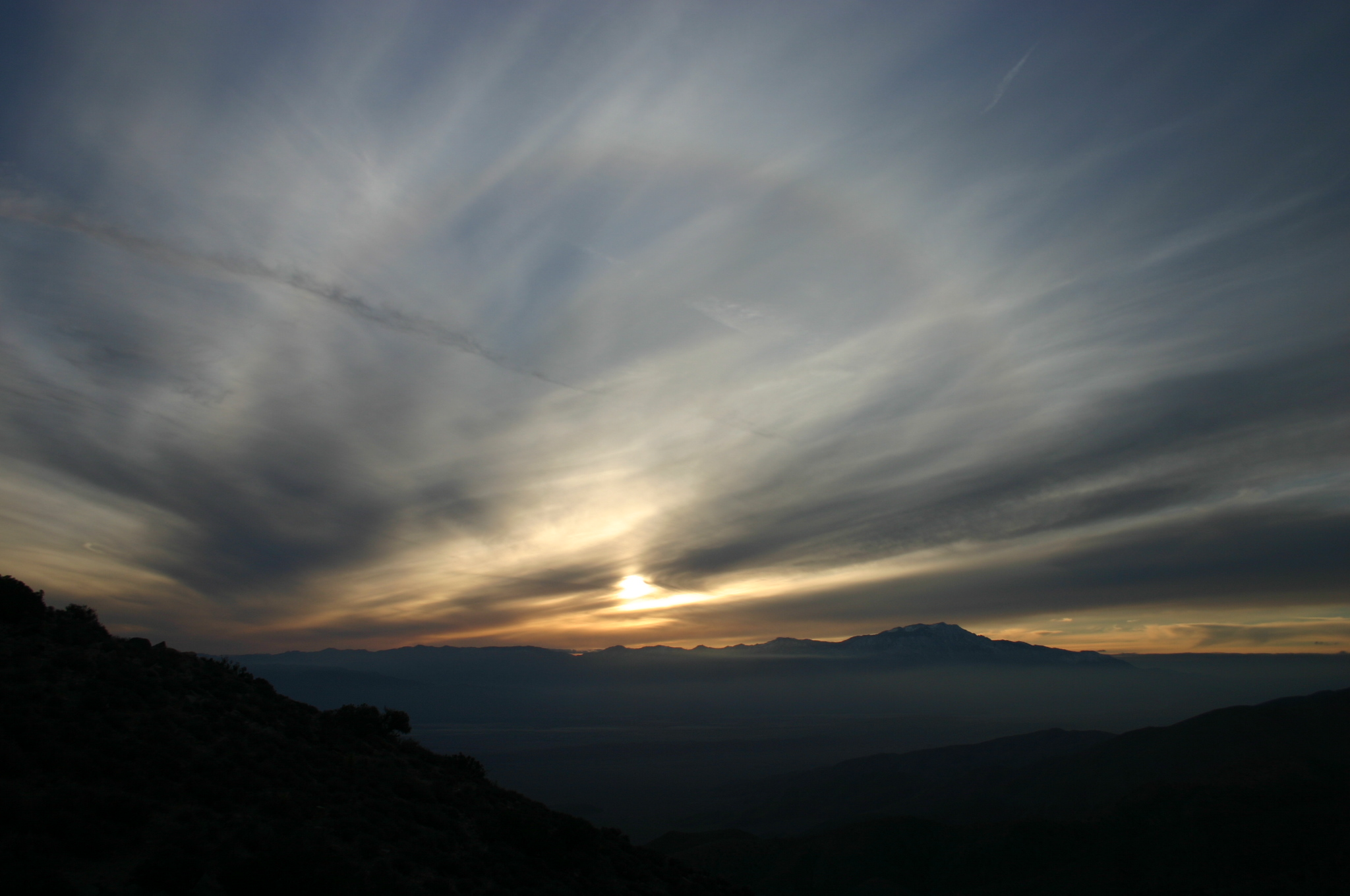
Cirrostratus radiatus con un alone di 22° o piccolo alone
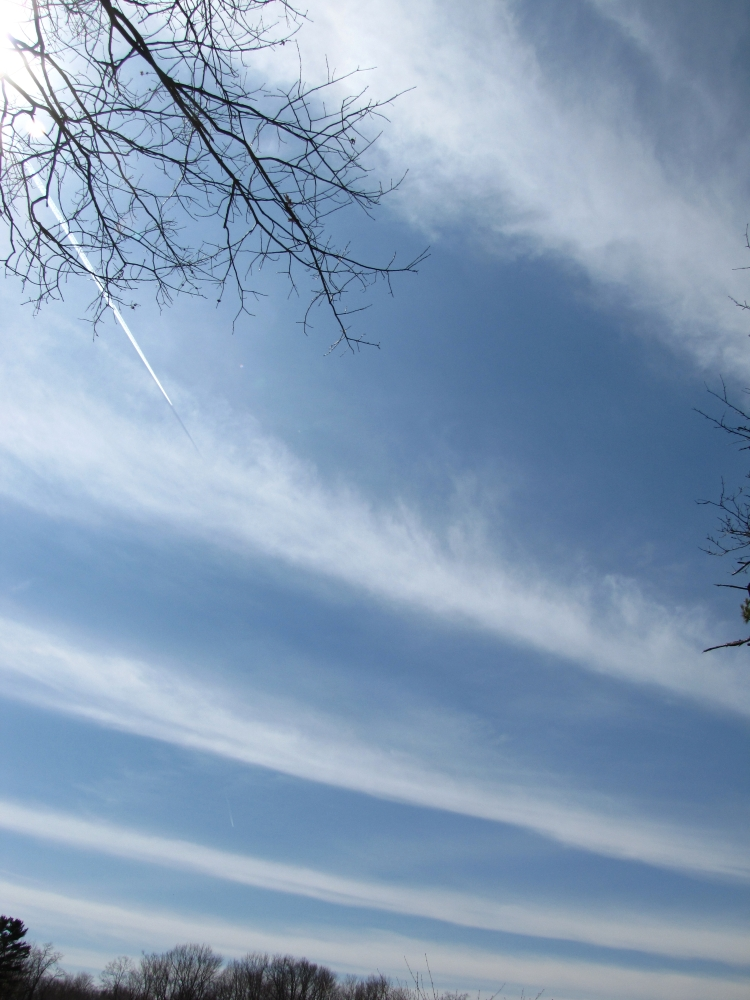
Cirrus radiatus